# El perfume de la tempestad
El perfume de la tempestad es el tercer álbum de estudio del grupo musical argentino Los Fundamentalistas del Aire Acondicionado, liderado por el músico argentino Indio Solari, exvocalista del grupo Patricio Rey y sus Redonditos de Ricota. El mismo fue grabado, mezclado y masterizado en Luzbola en el año 2010 y salió a la venta el 6 de diciembre de ese mismo año. Solari apareció bajo el seudónimo de Caballo Loco.

## Prólogos
Tengo vergüenza de ocupar un lugar en un mundo donde 
la comodidad está hecha de compromisos.

Antonin Artaud

-Si, los ángeles van todos de blanco- dijo Yusuf sonriente

-Mira- dije -Idris usa un futah blanco ¿Idris es un ángel?
-Hoy sí- replico Yusuf -mañana ¿quién sabe?

Idris es demasiado nervioso para ser un ángel mucho tiempo seguido...

¿Subiste al coche del Rey?

-Si, le respondí todo orgulloso
El me dijo - Hay que ser boludo Javier, mirá si te metían una bomba...!

Javier Villafañe

Cuando el chucho canta

el indio muere
No sera cierto... pero sucede

Memoria popular

## Lista de canciones
Todas las canciones fueron compuestas por Caballo Loco (Indio Solari).
| N.º | Título                                                    | Duración |  |
| 1.  | «Todos a los botes!»                                      | 4:46     |  |
| 2.  | «No es Dios todo lo que reluce (Lux perpetua luceat eis)» | 4:48     |  |
| 3.  | «Ceremonia durante la tormenta»                           | 4:36     |  |
| 4.  | «Torito es muerto»                                        | 5:37     |  |
| 5.  | «Satelital»                                               | 2:50     |  |
| 6.  | «Chante Noire»                                            | 3:56     |  |
| 7.  | «Vino Mariani»                                            | 4:44     |  |
| 8.  | «ZZZZZZZ.....»                                            | 3:20     |  |
| 9.  | «El tábano en la oreja»                                   | 3:55     |  |
| 10. | «Submarino soluble»                                       | 3:58     |  |
| 11. | «Black Russian»                                           | 4:19     |  |
| 12. | «Una rata muerta entre los Geranios»                      | 4:26     |  |

## Integrantes
- Caballo Loco: Teclados, ruidos y voces.
- Hernán y Martín: Edición e ingeniería.
- Gaspar y Baltasar: Guitarras.
- Marcelo y Gaspar: Bajo.
- Hernán y Martín: Batería y percusión.
- Sergio Colombo: Saxo.
- Miguel Tallarita: Trompeta.
- Alejandro Elijovich: Violín.
- Carlos Nozzi: Violonchelo.

## Gira musical
| Lugar                            | Ciudad                 | Fecha                    | Asistencia |
| -------------------------------- | ---------------------- | ------------------------ | ---------- |
| Estadio Padre Ernesto Martearena | Ciudad de Salta, Salta | 26 de marzo de 2011      | 50 000     |
| Autódromo Eusebio Marcilla       | Junín, Buenos Aires    | 3 de septiembre de 2011  | 120 000    |
| Hipódromo de Tandil              | Tandil, Buenos Aires   | 3 de diciembre de 2011   | 130 000    |
| Autódromo Ángel Pena             | San Martín, Mendoza    | 14 de septiembre de 2013 | 150 000    |